# Иркутский гидропорт
Ирку́тский гидропо́рт — авиационное предприятие для базирования гидроавиации в Иркутске в период с 1928 по 1953 год.

## История
Гидропорт был создан в 1928 году на правом берегу Ангары рядом с устьем реки Ушаковки и использовал строения закрытого Знаменского монастыря. Это место было выбрано не только по причине антирелигиозной пропаганды, но и из-за близости коммуникаций: городская пристань располагалась в трёхстах метрах, а до железной дороги было около полутора километров.
Были построены ангар на восемь самолётов и ремонтные мастерские на два самолёта, которые просуществовали вплоть до 1953 года. От ангара к протоке были проложены бетонные дорожки, по которым осуществлялся спуск на воду гидросамолётов. У стен упразднённого монастыря было четыре причала, где пассажиры грузились на воздушные суда. На другой стороне Ангары, на Дьячем острове была стоянка ещё на 18 гидросамолётов.
Эта инфраструктура была создана для обслуживания первых гидроавиационных линий Советского Союза, которые доставляли пассажиров и грузы по линиям Иркутск—Бодайбо и Иркутск—Якутск. Эти пассажирские перевозки осуществлялись с 1928 по 1941 год, направление обслуживалось специальным 11-м гидроотрядом, который имел в своём распоряжении 22 самолёта. Основой авиапарка стал самолёт ПС-7 (пассажирская модификация самолёта Р-6) конструкции КБ Туполев.
Сезон полётов гидропорта был сравнительно недолгим — с мая по октябрь. Гидросамолеты садились и взлетали прямо с реки, направление взлёта выбиралось против ветра. Зимой подвеска самолётов менялась на лыжи, в качестве взлётной полосы использовался лёд реки. В некоторых случаях прикрепляли колёса и самолёты взлетали с сухопутного аэродрома в посёлке Боково (ныне — окраина микрорайона Иркутск-2). Он находился в трёх километрах от ангаров.
Кроме 11-го гидроотряда в связи с гидропортом упоминается общество «Добролёт». Кроме экипажа за каждым самолётом закреплялись техник и моторист, в результате коллектив гидропорта составлял более 100 человек. С момента создания линий на них работали в основном импортные летательные аппараты. С середины 1930-х годов лётный парк постепенно стал заменяться отечественными самолётами.
Длительность авиационного перелёта с ночевками до Бодайбо составляла 30 часов, полёт до Якутска — 56 часов.
Первый рейс до Якутска и первый зимний перелёт в Бодайбо совершил известный лётчик Отто Кальвиц. Этот пилот долгое время работал на этом гидропорте и погиб в 1930 году, выполняя полёт из Иркутска.
Большая часть работ проводилась в здании Знаменской церкви, а общежитие для сотрудников было организовано в том двухэтажном здании, в котором сейчас работает управление епархии. В 1935 году руководители предприятия составили петицию, по которой планировалось построить на месте церкви новое здание, более подходящее для нужд авиаторов. Против сноса храма выступили И. П. Окладников и И. Г. Гольдберг Эти выступления остановили процесс сноса здания.
В 1936 году гидропорт стал базой для организованного авиаотряда НКПС. Лётчик авиаотряда Л. Г. Крузе на гидросамолёте МР-6 СССР Ж-1 совершил рекордный для того времени перелёт Ленинград—Иркутск—Нордвик на расстояние около 10 000 километров.
Силами НКПС была построена цепочка гидропортов вдоль стройплощадок западного участка БАМа:

| - устье Верхней Ангары, вблизи Нижнеангарска; - река Ангара, село Братское; - озеро Иркана; | - река Витим, посёлок Неляты; - район Среднеолёкминска. |

Гидропорты восточного участка БАМа:

| - Советская Гавань; - Комсомольск-на-Амуре; | - река Селемджа, посёлок Норский Склад; - район Зеи. |

В августе 1937 года на базу НКПС иркутского гидропорта были приняты пять машин, которые самостоятельно преодолели маршрут Таганрог—Ростов-на-Дону—Сталинград—Саратов—Челябинск—Омск—Новосибирск—Красноярск—Братск—Иркутск—Нижнеангарск.